# Heterostylodes obscurus
Heterostylodes obscurus är en tvåvingeart som först beskrevs av Pierre Justin Marie Macquart 1835.
Heterostylodes obscurus ingår i släktet Heterostylodes och familjen blomsterflugor. Arten är reproducerande i Sverige.